# San Zan Degolà

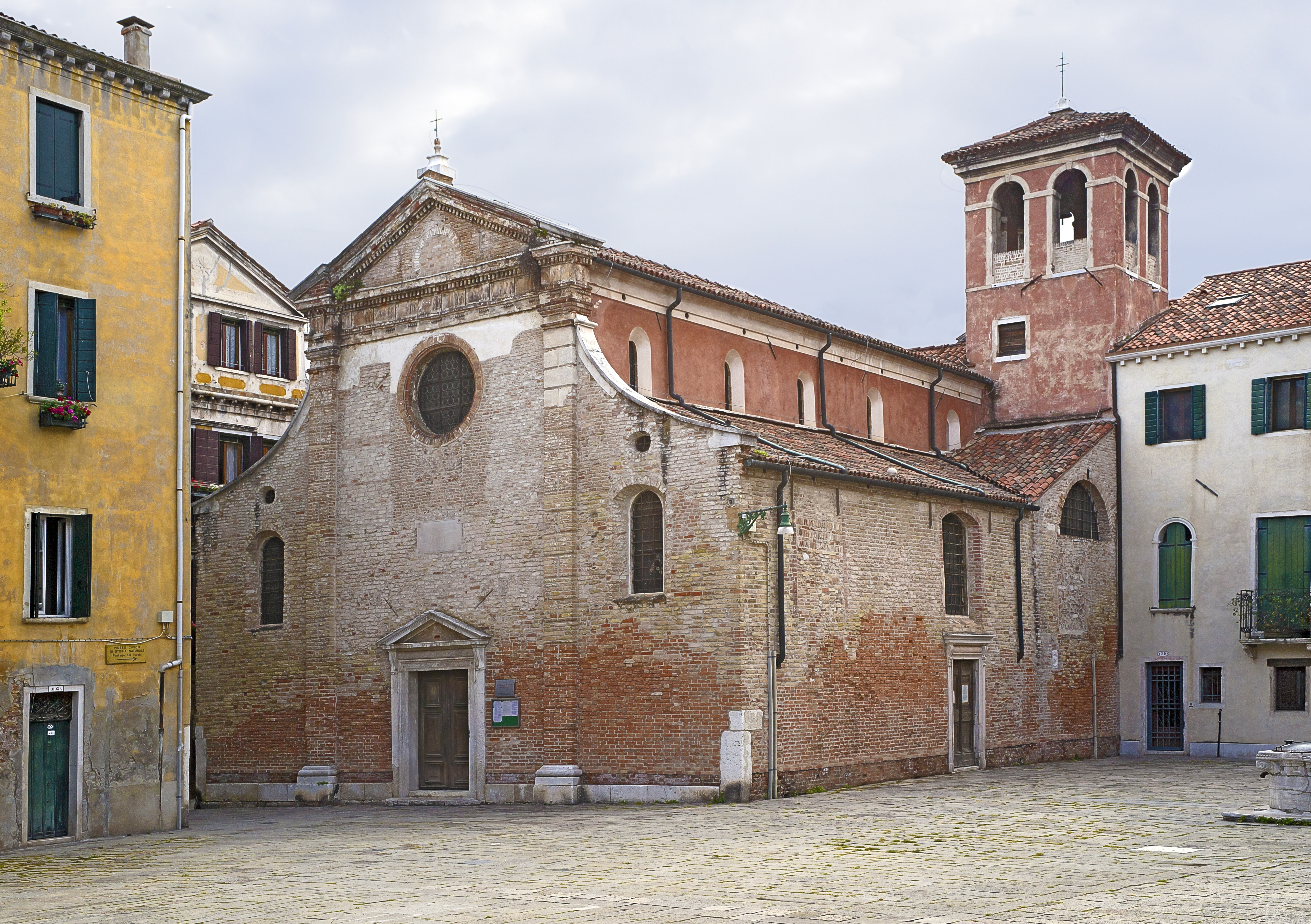
San Zan Degolà

 San Zan Degolà,  italienisch San Giovanni Decollato, ist eine Kirche in Venedig.  
Sie befindet sich zwischen dem Campo San Giacomo dall’Orio und dem Fontego dei Turchi im Sestiere Santa Croce.
Patron der Kirche ist  Johannes der Täufer (venezianisch Zan degolà = Johannes der Enthauptete).
Das Gebäude ist eines der wenigen Beispiele weitgehend erhaltener venezianisch-byzantinischer Architektur in der Lagunenstadt.   

## Geschichte

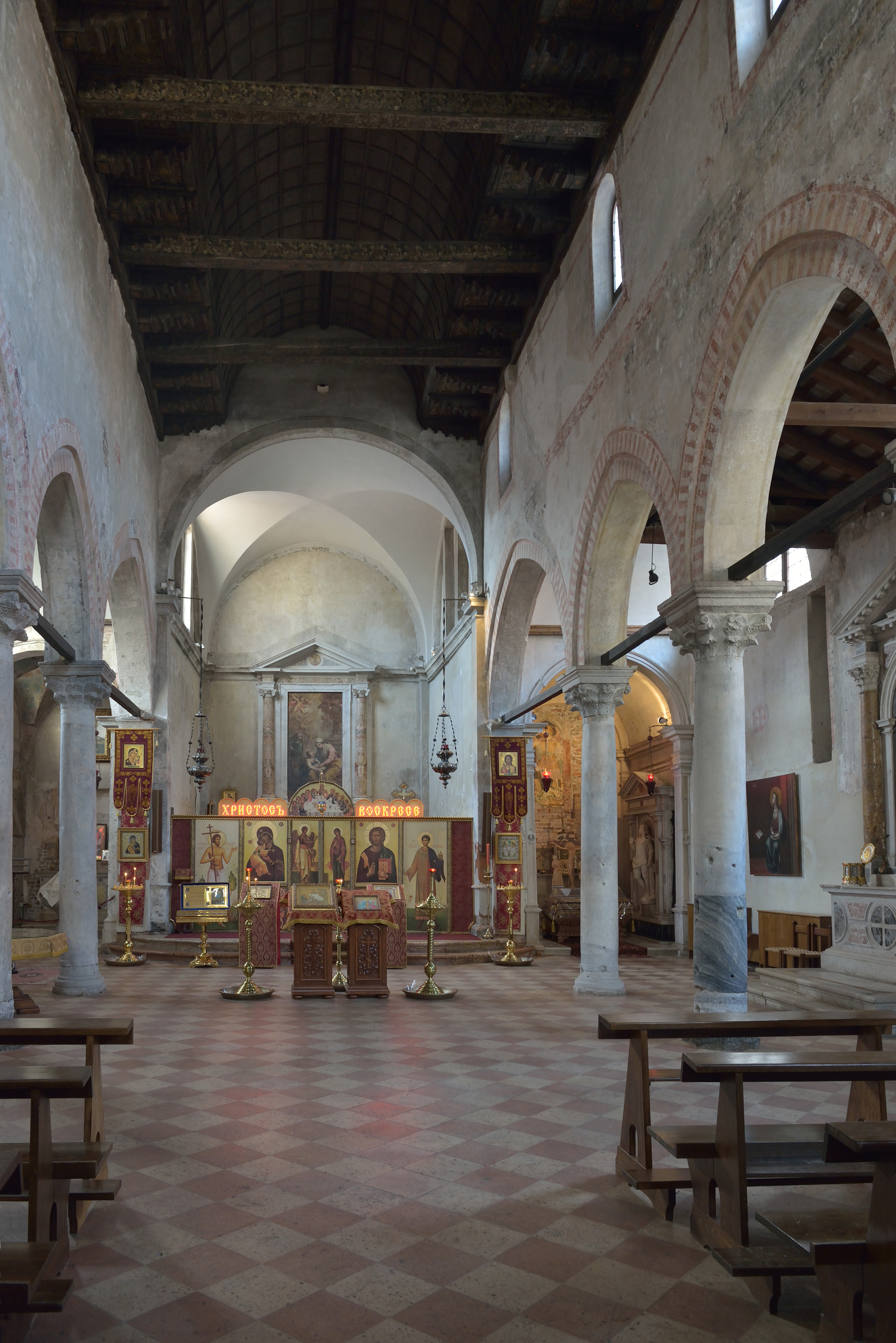
Langhaus und südliches Seitenschiff

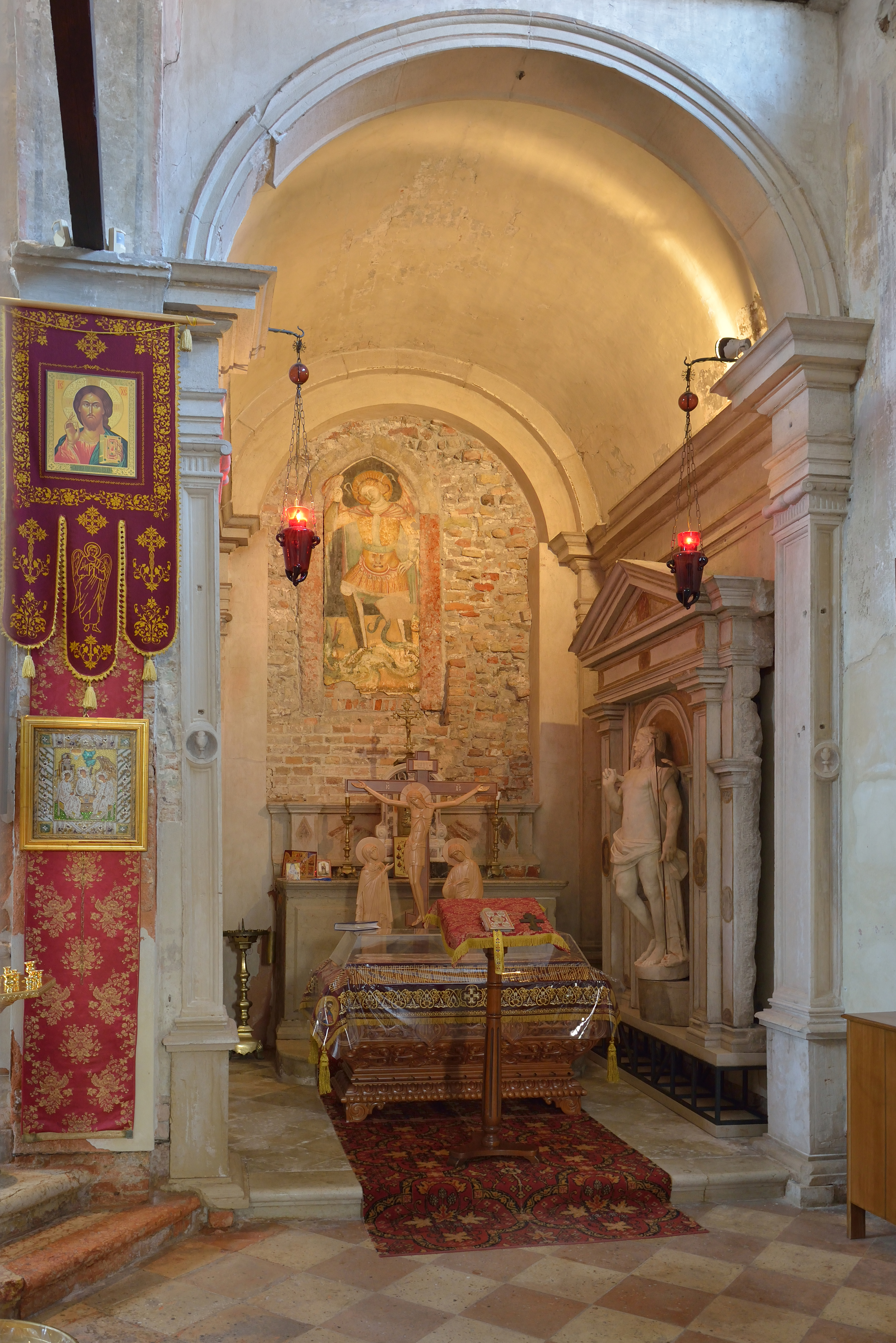
Kapelle

Die Anfänge der Kirche reichen nach unterschiedlichen Quellen ins 8. bis 10. Jahrhundert zurück. Sie gilt als eine der ältesten Kirchen Venedigs. Seit 1007 war sie Pfarrkirche ihres Viertels. Gefördert wurde sie seit dem 11. Jahrhundert durch Stiftungen der Familie Venier, die in der Nähe einen Palast besaß. Die Fassade stammt aus dem 16. Jahrhundert. Trotz einiger Renovierungen in den vergangenen Jahrhunderten hat sie ihr ursprüngliches Aussehen weitgehend erhalten.
Während der Besetzung der Stadt durch die Truppen Napoleons diente sie als Warenlager, wodurch der antike Fußboden und auch einige der Säulen aus griechischem Marmor mit Kapitellen aus dem 11. Jahrhundert beschädigt worden sind. In der Kirchengemeinde wurden mehrere Dogen geboren, so etwa Antonio Venier oder Cristoforo Moro, und der Gelehrte Teodoro Correr, auf dessen Sammlung das Museo Correr am Markusplatz zurückgeht.
In der Kirche wurden 1945 Wandfresken in einer Seitenkapelle entdeckt, die bisher noch nicht sicher datiert werden konnten. Sie wurden in die Zeitspanne zwischen der zweiten Hälfte des 13. und den ersten Jahrzehnten des 14. Jahrhunderts datiert. Die Fresken sind allerdings dermaßen fragmentiert, dass sich der Gesamteindruck kaum wiederherstellen lässt, noch nicht einmal das Bildprogramm, das jedoch als gesichert angenommen wird. Es umfasste die gesamte Kapelle. Dabei befand sich die Annunciazione, die Verkündigung durch den Erzengel Gabriel für Maria, zum Zeitpunkt der Auffindung oberhalb des Kirchenportals.
1994 wurde das Gebäude nach längerer Schließung wieder eröffnet und der Russisch-Orthodoxen Gemeinde vom Patriarchen von Venedig für ihre Gottesdienste zur Verfügung gestellt.